# 六角亭街道 (恩施市)
六角亭街道，是中华人民共和国湖北省恩施土家族苗族自治州恩施市下辖的一个乡镇级行政单位。

## 行政区划
六角亭街道下辖以下地区：
解放路社区、胜利街社区、城乡街社区、书院社区、谭家坝村、头道水村、高桥坝村和松树坪村。